# جاك هوستون
جاك هوستون (بالإنجليزية: Jack Houston)‏ هو سياسي أسترالي، ولد في 30 ديسمبر 1919 في المملكة المتحدة، وتوفي في 27 أكتوبر 2008 في بريزبان في أستراليا. حزبياً، نشط في حزب العمال الأسترالي. وقد انتخب Leader of the Opposition (Queensland) ‏ وانتخب عضو المجلس التشريعي ولاية كوينزلاند.